# Società Calcistica Cerretese 1979-1980
Questa voce raccoglie le informazioni riguardanti la Società Calcistica Cerretese nelle competizioni ufficiali della stagione 1979-1980.

## Rosa
| N. |                   | Ruolo | Calciatore             |
| -- | ----------------- | ----- | ---------------------- |
|    | Italia (bandiera) | D     | Eugenio Atzori         |
|    | Italia (bandiera) | A     | Riccardo Bartalucci    |
|    | Italia (bandiera) | D     | Stefano Bina           |
|    | Italia (bandiera) | C     | Francesco Calabrò      |
|    | Italia (bandiera) | D     | Alessandro Chiodini    |
|    | Italia (bandiera) |       | Conti                  |
|    | Italia (bandiera) |       | Corti                  |
|    | Italia (bandiera) | A     | Pierino Di Iorio       |
|    | Italia (bandiera) | C     | Stefano Di Lucia       |
|    | Italia (bandiera) | C     | Giorgio Enzo           |
|    | Italia (bandiera) | A     | Emilio Frontera        |
|    | Italia (bandiera) | D     | Gianfranco Guaglianone |

| N. |                   | Ruolo | Calciatore          |
| -- | ----------------- | ----- | ------------------- |
|    | Italia (bandiera) | D     | Riccardo Laurenti   |
|    | Italia (bandiera) | A     | Primo Luccini       |
|    | Italia (bandiera) | A     | Dino Lugheri        |
|    | Italia (bandiera) | A     | Nico Mantovani      |
|    | Italia (bandiera) | P     | Guido Sani          |
|    | Italia (bandiera) | C     | Pietro Sbaccanti    |
|    | Italia (bandiera) | D     | Claudio Simoni      |
|    | Italia (bandiera) | C     | Marco Taffi         |
|    | Italia (bandiera) | A     | Sergio Tagliasacchi |
|    | Italia (bandiera) |       | Tonini              |
|    | Italia (bandiera) | P     | David Torchia       |
|    | Italia (bandiera) | A     | Guido Valenzi       |